# 栗山ダム (栃木県)
栗山ダム（くりやまダム）は、栃木県日光市、利根川水系ネベ沢川に建設されたダム。高さ97.5メートルのロックフィルダムで、東京電力リニューアブルパワーの発電用ダムである。同社の揚水式水力発電所・今市発電所の上池を形成。下池・今市ダムとの間で水を往来させ、最大105万キロワットの電力を発生する。

## 周辺
東京電力は、かつて、ピーアール施設であるテプコ鬼怒川ランドを国道121号沿いに設置し、今市発電所および今市ダムの見学ツアーを主催していた（同ランドは福島第一原子力発電所事故による広報活動の縮小などのため2011年春に閉鎖された）。ただし、このツアーを通じて栗山ダムを見学することはできなかった。栗山ダムは栃木県道23号川俣温泉川治線よりアクセスできる日蔭牧場を通過した先にある。
栗山ダムを築くために用いられた大量の土砂や岩石は、ダム湖に沈む区域より採取したものである。森林が広がる山肌を傷つけることのないようにとの配慮である。1988年（昭和63年）完成当時、ダム建設地点はちょうど今市市と栗山村との境界線上であったが、両市町村は2006年3月20日の市町村合併により、藤原町、日光市（旧制）、足尾町とともに日光市となっている。

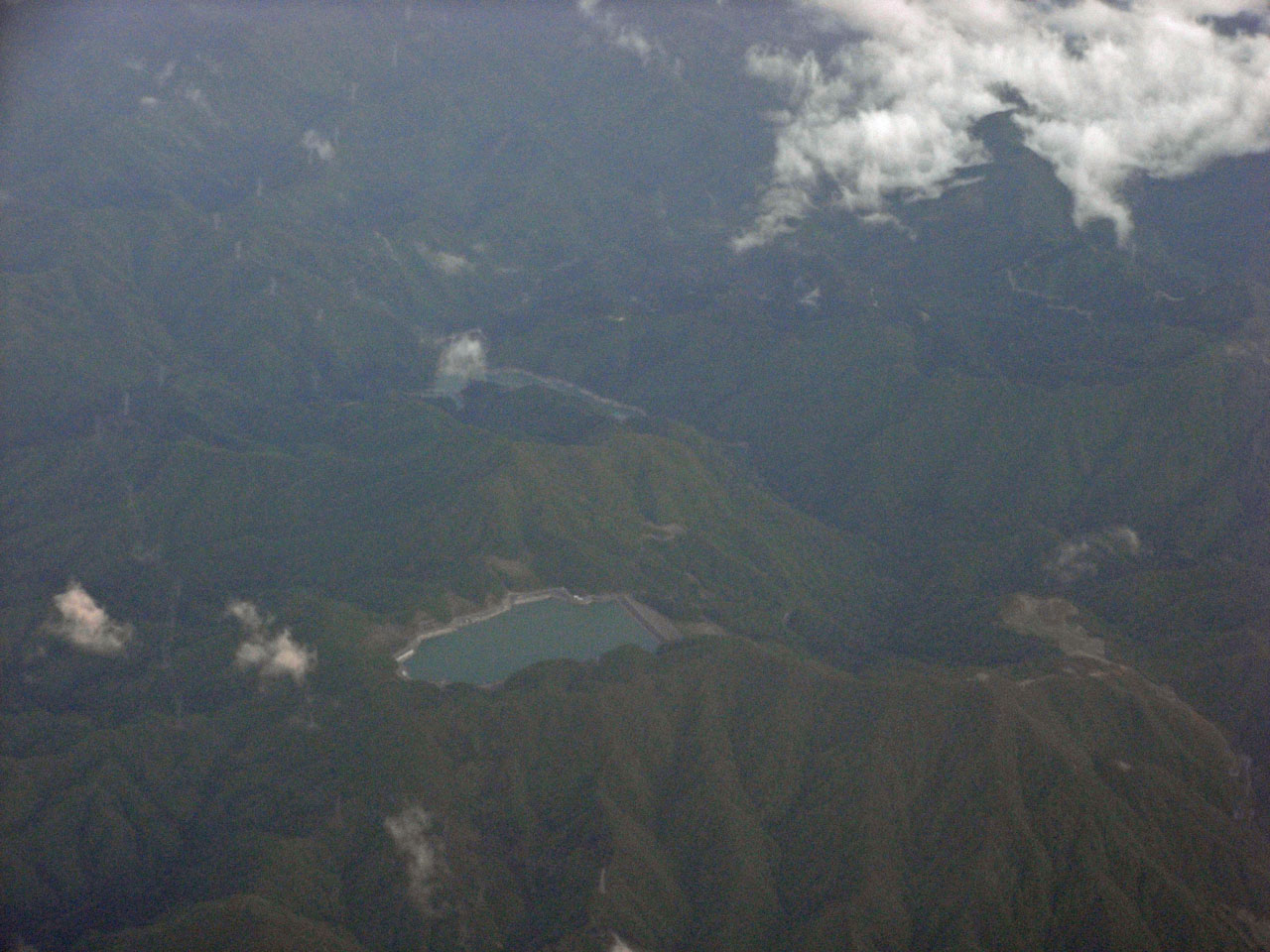
今市発電所空撮
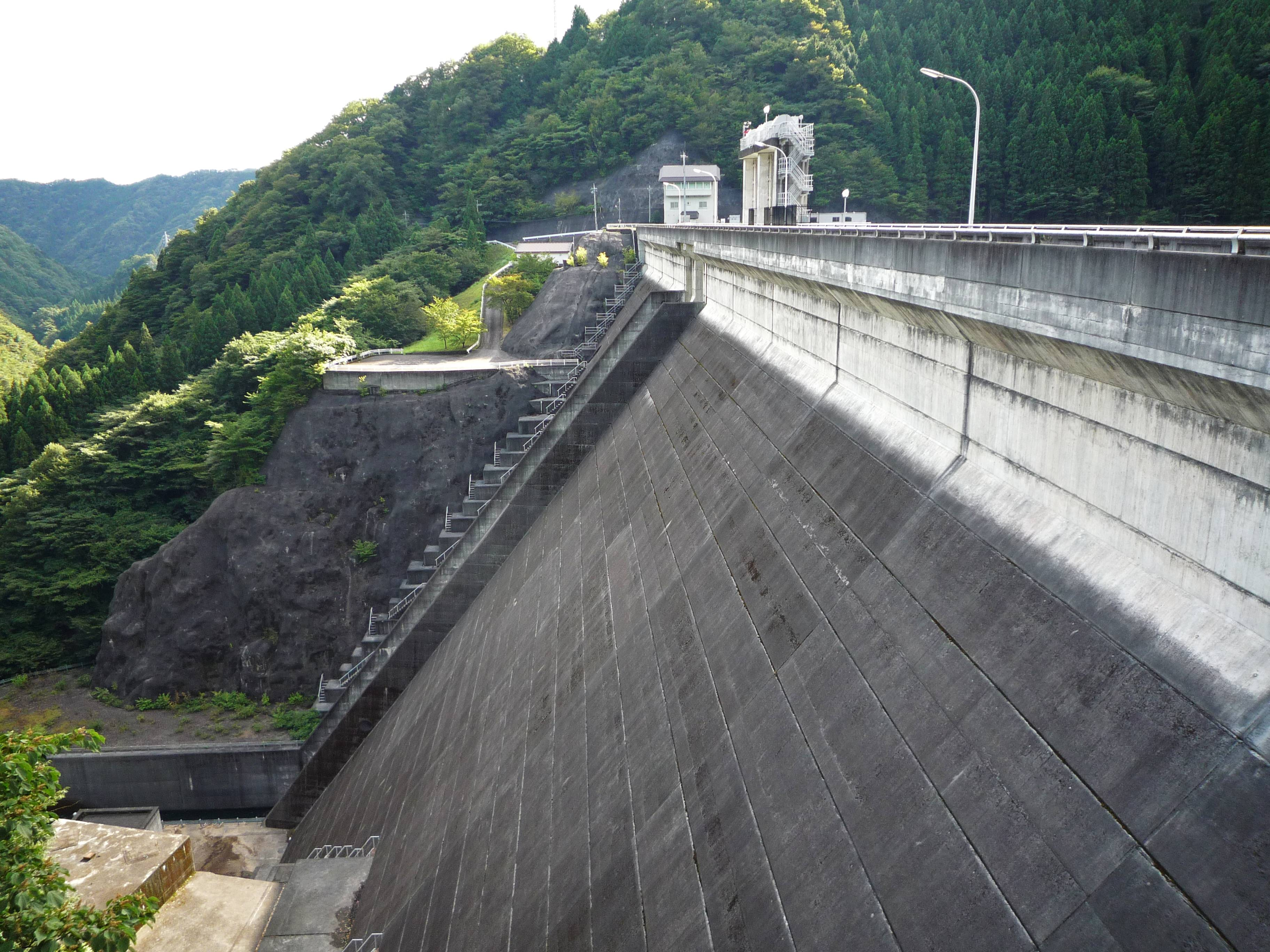
下池・今市ダム
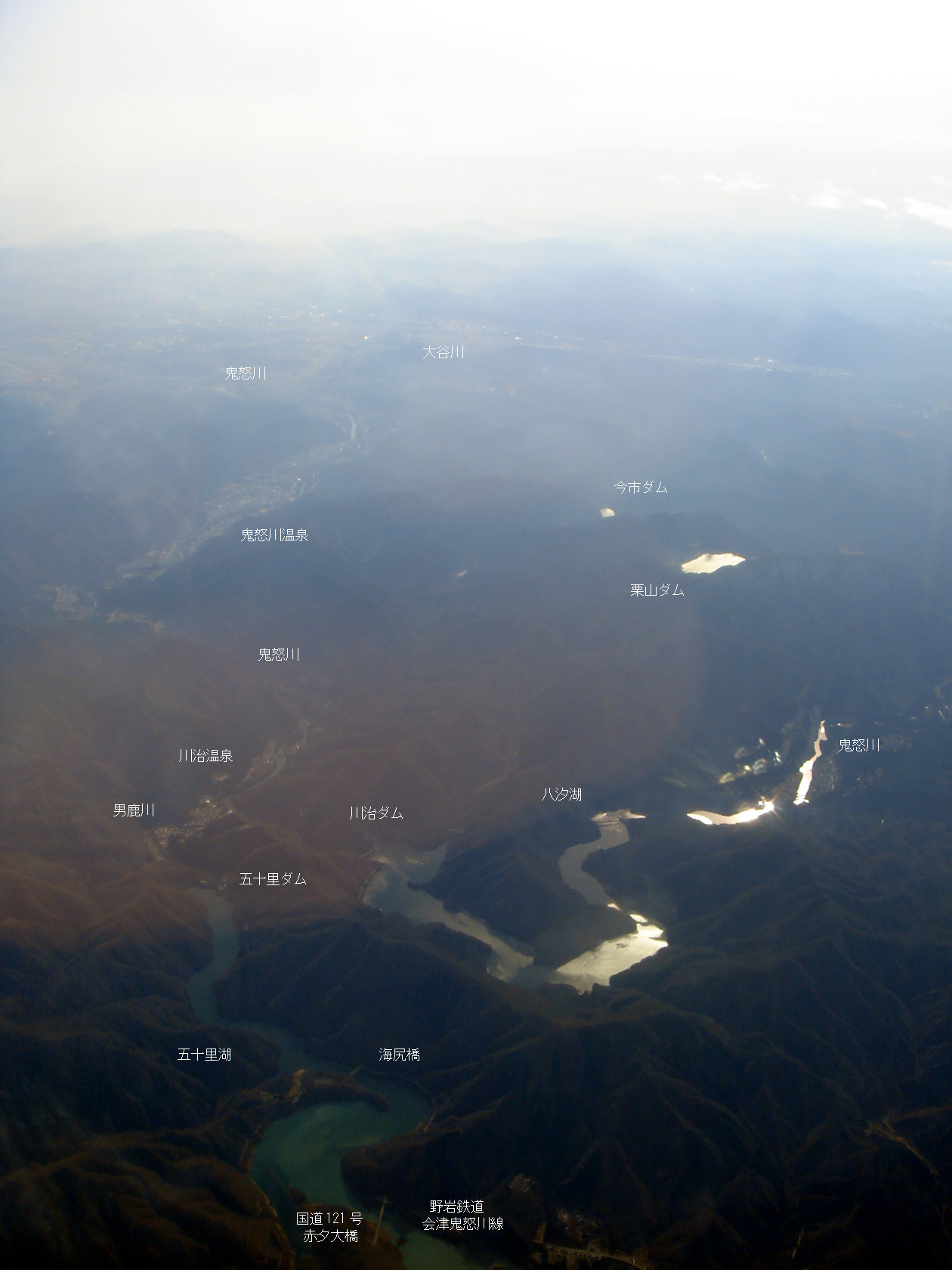
栗山ダム（満水位1090m）と五十里湖（水位586m）[1]標高差約500m

## 諸問題
東京電力は2006年（平成18年）12月20日および2007年（平成19年）1月24日の報告（プレスリリース）の中で、栗山ダムにおける不正行為を明らかにした。具体的には、堆砂量データの改竄である。
栗山ダムの堆砂状況は、河川法・電気事業法によって年度ごとに報告が義務付けられていた。東京電力がその初回計測値を報告したのは1989年（平成元年）1月。栗山ダムは1988年（昭和63年）11月から12月までの期間に止水工事を実施するため水が抜かれた状態となり、その際に堆砂状況を確認したところ、堆砂量が「0」であったという。止水工事を終えた後は水を抜くことなく、深浅測量にて堆砂量を採取することになっていた。しかし、河川からの自然流入がないことを理由に計測を実施せず、2回目以降も「0」として報告していたのである。2002年（平成14年）に発覚した原子力不祥事がこれを見直す転機となり、実際に計測を行ったところ栗山ダムの堆砂量は「0」であることが確認された。
こうした不適切な扱いは同社の他のダムでも見られた。同じく栃木県内にある八汐（やしお）ダムである。栗山ダムと同じく揚水発電所（塩原発電所）用上部ダムであるということから、踏襲されてしまったのだという。